# Ångsta
Ångsta är en by, mellan 2015 och 2020 klassad som en småort i Lockne distrikt (Lockne socken) i Östersunds kommun, Jämtlands län (Jämtland). Byn ligger vid europaväg 45, nära Locknesjön och Lockne kyrka, cirka 5 kilometer söder om Brunflo.
Ångsta skola är en F-6 skola med fritidshem.

## Kommunikationer
Småorten genomkorsas av europaväg 45 och länsväg Z 560. Från den sistnämnda utgår nära orten länsväg Z 571 och länsväg Z 612.
Ångsta var förr en järnvägsstation vid Inlandsbanan, som passerar orten.